# آن مرد را نکشید
آن مرد را نکشید فیلمی به کارگردانی  و نویسندگی محمد اربابیان ساختهٔ سال ۱۳۸۲ است. 

## خلاصه داستان
مردی عراقی (سعدالمجید مراصی) بعد از آزادی از اسارت قبل از این‌که به وطنش بازگردد، قصد دارد تا نامه‌هایی از یک شهید ایرانی را به دست خانواده‌اش برساند، در این میان با دو زن (فرانک فرهنگ و پانته‌آ پناهی‌ها) روبرو می‌شود که یکی به عنوان دشمن به او می‌نگرد و قصد کشتن او را دارد و دیگری به مرد عراقی دل می‌بازد.

## بازیگران
- فرانک فرهنگ
- پانته‌آ پناهی‌ها
- سعدالمجید مراصی

## حواشی
این فیلم که از نخستین آثار بلند ویدیویی دهه هشتاد سینمای ایران است، بابت محتوا و نوع ساختارش هرگز موفق به اکران عمومی نشد. این فیلم، نخستین تجربه‌ی پانته‌آ پناهی‌ها در مقام بازیگر است.